# Gières
Gières ist eine französische Gemeinde im Département Isère in der Region Auvergne-Rhône-Alpes. Sie zählt 7353 Einwohner (Stand: 1. Januar 2022) und ist Teil des Arrondissements Grenoble sowie des Kantons Saint-Martin-d’Hères. Die Einwohner heißen Giérois(es).

## Geographie
Die Isère bildet die nördliche Gemeindegrenze. Umgeben wird Gières von seinen Nachbargemeinden Meylan im Norden, Murianette im Nordosten, Venon im Osten, Saint-Martin-d’Uriage im Südosten, Herbeys im Süden und Saint-Martin-d’Hères im Westen.
Gières ist an die Straßenbahn Grenobles angeschlossen.

## Geschichte
Erstmals in Erscheinung tritt der Ort in den Kirchenbüchern im 11. Jahrhundert. Als Aiben wird der Ort zu Beginn des 12. Jahrhunderts erwähnt.

## Bevölkerungsentwicklung
| Jahr                       | 1962 | 1968 | 1975 | 1982 | 1990 | 1999 | 2006 | 2018 |
| -------------------------- | ---- | ---- | ---- | ---- | ---- | ---- | ---- | ---- |
| Einwohner                  | 1846 | 2801 | 3346 | 4005 | 4373 | 6127 | 6211 | 6956 |
| Quellen: Cassini und INSEE |      |      |      |      |      |      |      |      |

## Sehenswürdigkeiten
- Kirche Saint-Marcel
- Fort du Mûrier, Befestigungsanlage und Garnison, die nach dem deutsch-französischen Krieg (1870–1871) in den Jahren 1875 bis 1878 errichtet wurde und bis 1978 von der französischen Armee genutzt wurde (Monument historique seit 1994)
- Rathaus

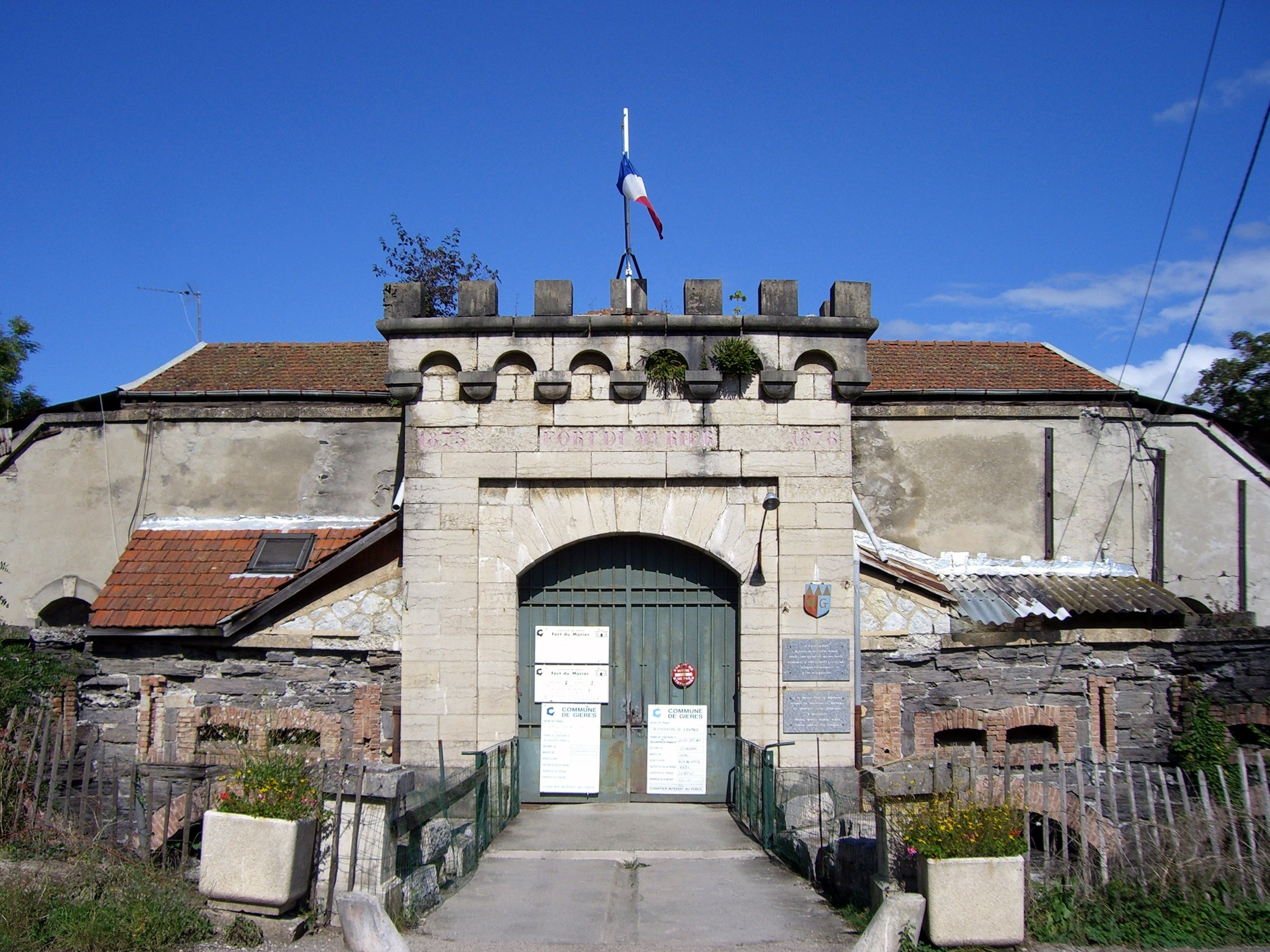
Fort du Mûrier
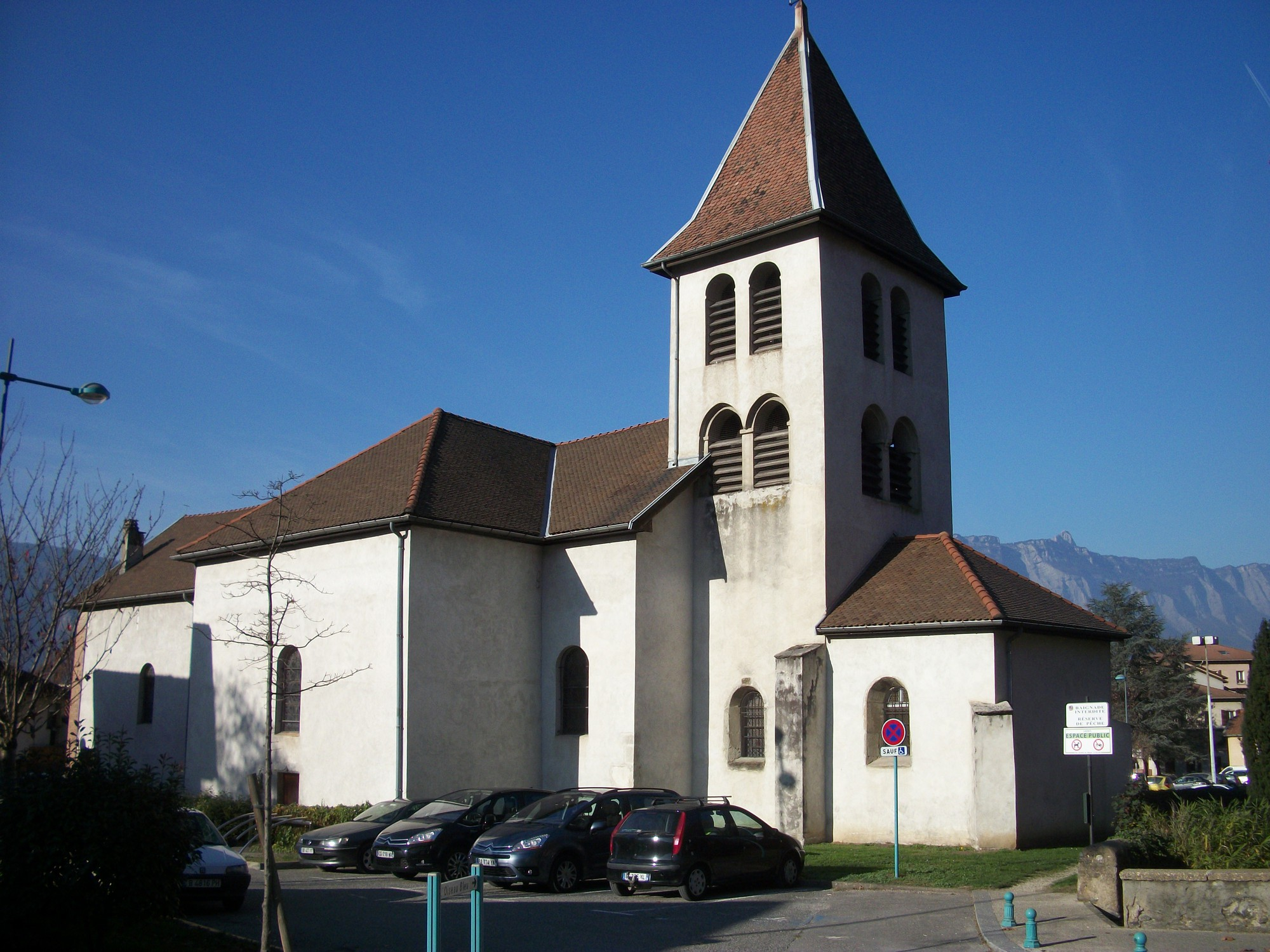
Kirche Saint-Marcel
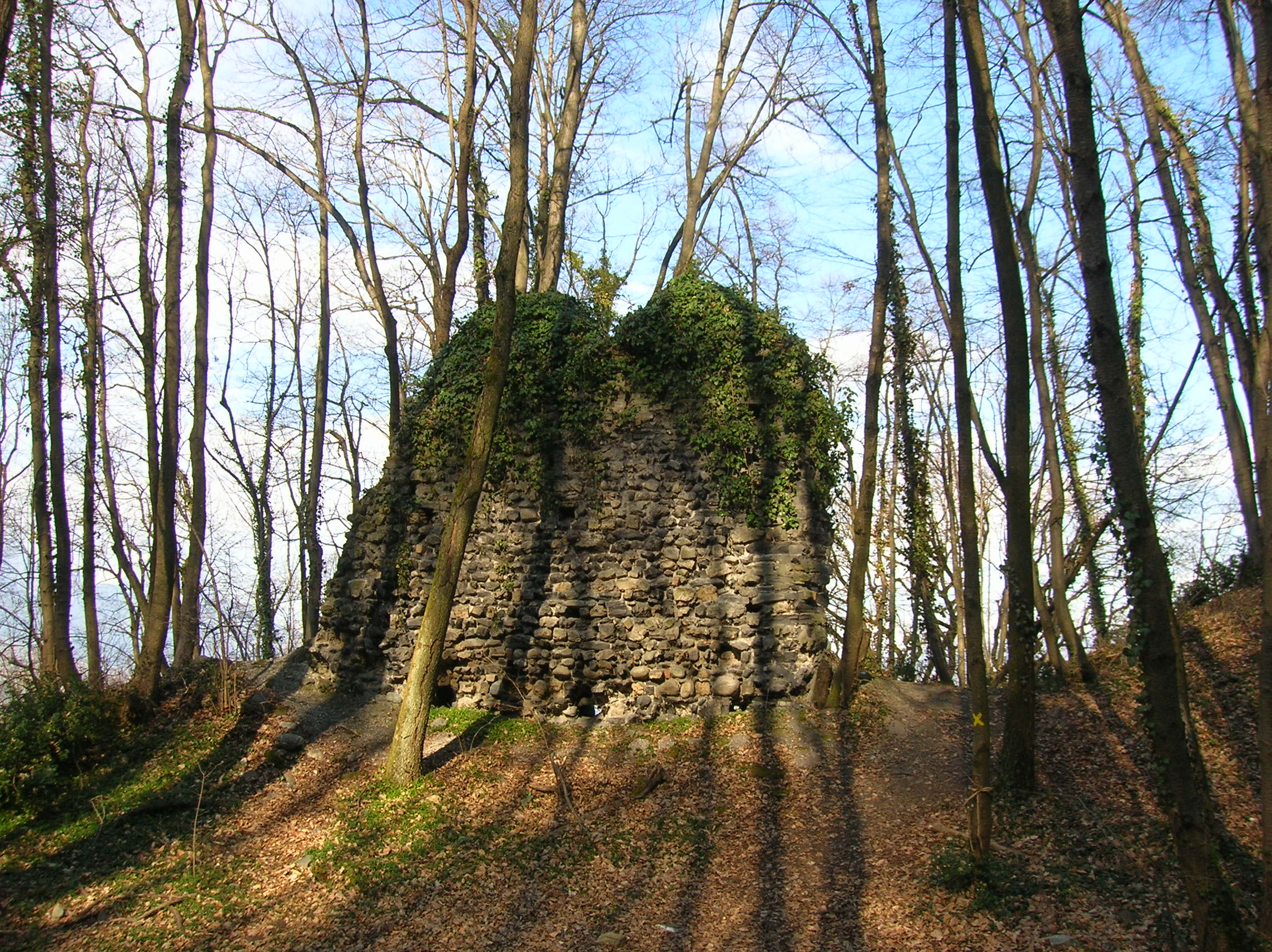
Überreste der Burg Gières
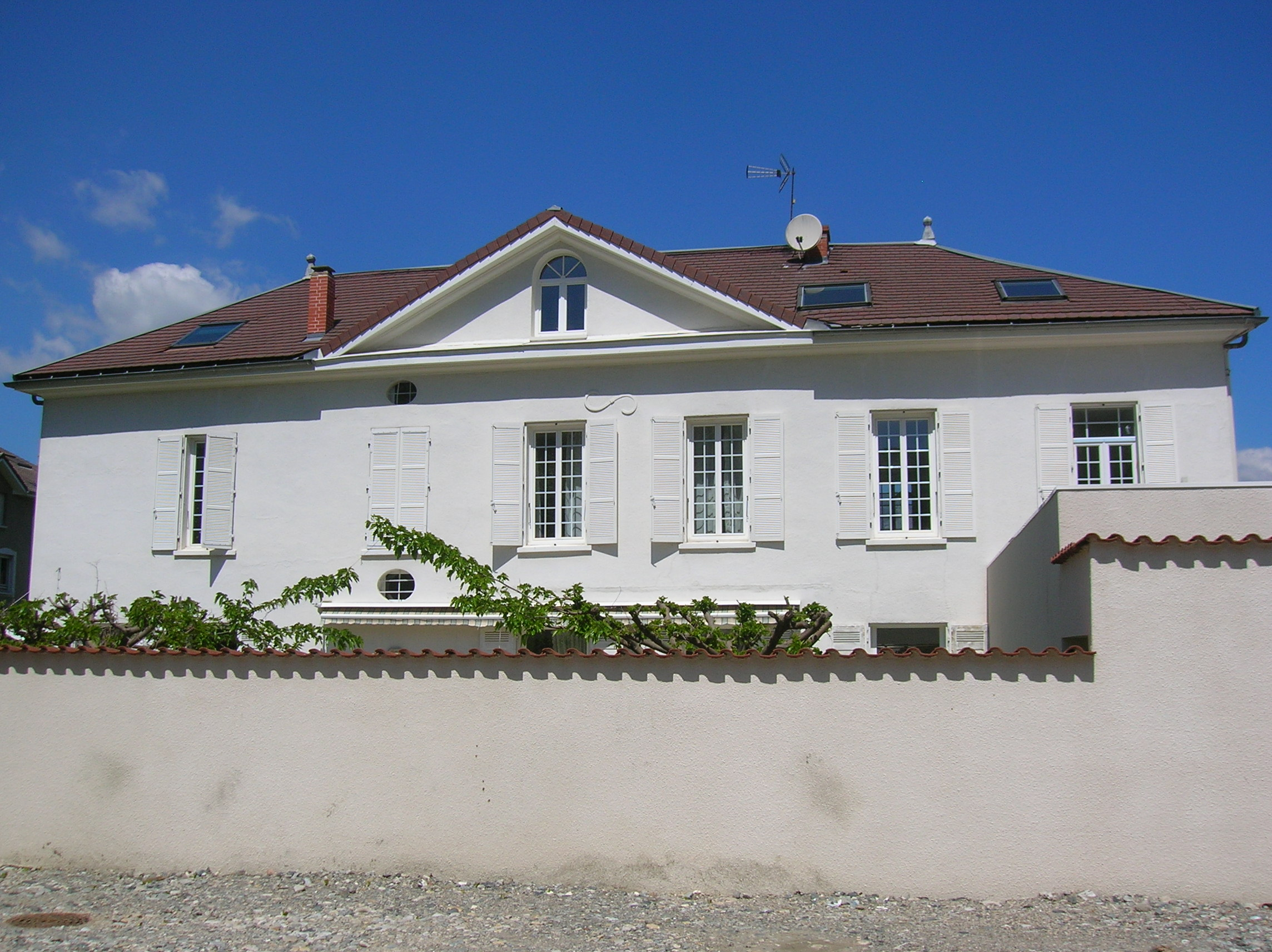
Herrenhaus Jouanneau

## Persönlichkeiten
- Casimir Arvet-Touvet (1841–1913), Botaniker
- Henry Duhamel (1853–1917), Alpinist

## Gemeindepartnerschaften
Mit folgenden Gemeinden unterhält Gières Partnerschaften:
- Vignate, Provinz Mailand (Lombardei), Italien, seit 1983
- Independencia, Stadtbezirk von Lima, Peru, seit 1989
- Certeze, Transsylvanien, Rumänien, seit 1990
- Bethlehem, Palästina, seit 1996